# Be-Bop-A-Lula
Pour les articles homonymes, voir Bebop et Lula (homonymie).
Singles de Gene Vincent
Race With The Devil
Clip vidéo
[vidéo] « Gene Vincent - Be-Bop-A-Lula (1956) », sur YouTube
[vidéo] « Eddy Mitchell et Les Chaussettes Noires - Be bop a lula (1961) », sur YouTube
Be-Bop-A-Lula est une chanson devenue un standard de rock 'n' roll-rockabilly américain,  écrite par Sheriff Tex Davis, et composée par Gene Vincent, qui l'enregistre pour la première fois en 1956 chez Capitol Records(un de ses plus célèbres succès mondial). Reprise depuis par de nombreux interprètes, elle est intronisée au Rock and Roll Hall of Fame (Temple de la Renommée du Rock n Roll) parmi les « 500 chansons qui ont façonné le rock 'n' roll », Grammy Hall of Fame Award, et 500 plus grandes chansons de tous les temps selon Rolling Stone.

## Genèse
Sur les disques, Sheriff « Tex » Davis et Gene Vincent sont crédités de la chanson. Mais la genèse est obscure. Plusieurs versions sont proposées :
- Davis aurait écrit les paroles, et Gene la musique, après l'écoute de Don't Bring Lulu sur un 78 tours[3].
- Don Graves, un camarade d'hôpital de Gene, aurait écrit les paroles, et Gene la musique[4].
- Don Graves aurait écrit paroles et musique. Gene Vincent lui aurait acheté les droits de la chanson pour 25 dollars (ou 50 dollars, selon les sources), puis Davis aurait fait ajouter son nom en achetant à son tour des droits, pour 25 dollars[5]. L'achat de droits d'auteur est une pratique courante, à l'époque.
- Gene dit souvent qu'il est le seul auteur, et qu'il a été inspiré non par un disque, mais par Little Lulu, une héroïne de bande dessinée[6].
- Gene Vincent a aussi raconté avoir acheté les droits de la chanson à un musicien des rues, très heureux de gagner avec une simple signature l'équivalent de plusieurs semaines de mendicité[7]

Le titre est du scat, un jeu sur les sonorités rappelant le titre du jump blues Be-Baba-Leba, chanté par Helen Humes en 1945 et devenu Hey! Ba-Ba-Re-Bop l'année suivante avec Lionel Hampton.

## Première interprétation
À partir de février 1956, le chanteur débutant Gene Vincent se produit durant les week-ends dans le Country Showtime de WCMS, une radio de Norfolk (Virginie). C'est là qu'il interprète pour la première fois Be-Bop-A-Lula en public « Be-bop-a-lula, c'est mon bébé d'amour, Eh bien, c'est la fille dans le blue-jeans rouge, C'est la reine de tous les ados, regarde comme elle bouge, C'est la seule que je connaisse vraiment, C'est la seule qui m'aime tellement, Be-bop-a-lula, c'est ma poupée, Be-bop-a-lula, ce n'est pas une lubie, C'est la fille aux pieds volant, Eh bien, elle a le rythme dans la peau... ».
En avril, Gene se trouve un directeur artistique en la personne de Sheriff « Tex » Davis, et forme un groupe avec quatre musiciens habitués de WCMS. Le groupe adresse une démo à Ken Nelson, record producer et A&R man chez Capitol. La démo reçoit un accueil favorable : elle va être réenregistrée à Nashville. Mais Ken Nelson n'est intéressé que par le chanteur. À Nashville, il trouvera « les meilleurs musiciens du monde ». Sheriff « Tex » Davis insiste néanmoins pour qu'un bout d'essai soit effectué avec les musiciens du groupe.
Le mauvais sort semble vouloir s'en mêler car, au jour dit, Gene et son groupe se trouvent bloqués par le brouillard à l'aéroport de Norfolk. Ils trompent leur anxiété en jouant dans le hall de l'aéroport. Les voyageurs en attente apprécient tellement ce concert improvisé que, lorsque le premier avion peut décoller, certains cèdent leur place aux jeunes gens pour qu'ils puissent arriver à temps.

## Enregistrement
L'enregistrement a lieu le 4 mai 1956, au studio d'Owen Bradley. Campé sur ses convictions, Ken Nelson a fait venir des « requins de studio ». Mais, très vite, ceux-ci jugent eux-mêmes leur intervention inutile. Ce sont donc bien les musiciens du groupe que l'on entend, à savoir Cliff Gallup à la guitare solo, Willie Williams à la guitare rythmique, Jack Neal à la contrebasse et Dickie Harrell, quinze ans, à la batterie. 
Race With The Devil (qui figurera sur le deuxième simple) est enregistré en premier, puis c'est le tour de Be-Bop-A-Lula. L'effroyable hurlement, en fin de couplet, est poussé par Dickie. Au sortir du studio, il explique qu'il voulait prouver à sa famille qu'il avait bien participé à l'enregistrement.
Le groupe prend alors le nom de Gene Vincent and His Blue Caps.

## Instruments
Les instruments sont typiques du rockabilly (parfois appelé hillbilly bop) :
- La guitare solo est semi-acoustique. C'est une Gretsch Duo Jet.
- La section rythmique est acoustique :
  - la guitare rythmique est acoustique ;
  - la contrebasse occupe la place primordiale qui est la sienne dans le rockabilly[11] ;
  - la batterie est toute simple : caisse claire, grosse caisse, cymbale.

## Rythme
On est dans un rock 'n' roll, genre caractérisé par le rythme binaire et des deuxième et quatrième temps fortement appuyés. Le groupe joue en shuffle, figure rythmique sur laquelle repose l'essentiel de la technique rockabilly : 
- La caisse claire de Dickie Harrell appuie bien le deuxième et le quatrième temps[13].
- Sur son charleston, Dickie imprime au rythme binaire un ressenti ternaire[14], qui donne plus de finesse, plus de vie à la rythmique[15].

## Sortie
Be-Bop-A-Lula est d’abord placée en face B de Woman Love, le premier simple du groupe (la chanson Woman Love étant une adaptation d'une chanson hillbilly déjà interprétée par Jimmy Johnson). Le disque sort le 2 juin 1956. Mais les résultats des passages radio de la face A sont décevants.
Un disque promotionnel où figure uniquement Be-Bop-A-Lula est alors envoyé aux programmateurs. La chanson crée une demande immédiate. Elle grimpe jusqu’à la septième place du Billboard Hot 100, faisant oublier Woman Love. Le 23 juin, plus de 200 000 copies du simple sont vendues ; et, début avril 1957, plus de deux millions. Le 28 avril, Gene Vincent et son groupe reçoivent un disque d'or. En 1999, on estime les ventes du simple à neuf millions de copies.

## Au cinéma
Ce tube est repris dans de nombreuses bandes-son de films de cinéma. Le groupe interprète Be-Bop-A-Lula dans le film La Blonde et moi (The Girl Can't Help It). La séquence est filmée le 26 septembre 1956. Les guitaristes que l'on y voit sont le tout jeune Russell Wilaford (guitare solo) et Paul Peek (guitare rythmique) : ils remplacent Cliff Gallup et Willie Williams, qui viennent tout juste de quitter le groupe. L'interprétation est filmée en entier. 
- 1956 : La Blonde et moi (The Girl Can't Help It), de Frank Tashlin (interprétée par Gene Vincent and His Blue Caps)
- 1982 : L'Année de tous les dangers, de Peter Weir, avec Mel Gibson, Sigourney Weaver
- 1990 : Sailor et Lula, de David Lynch, avec Nicolas Cage
- 1998 : Pleasantville, de Gary Ross, avec Tobey Maguire
- 2009 : Planète 51, de Jorge Blanco
- 2009 : Nowhere Boy, de Sam Taylor-Wood
- 2021 : Les Tuche 4, de Olivier Baroux

## Reprises et adaptations

### Reprises
Be-Bop-A-Lula est reprise par de nombreux artistes, dont :
- Gene Vincent en sort une version twist en 1962 et une autre en 1969.
- Buddy Holly
- The Everly Brothers (1958)
- Les Cinq Rocks (1960)
- Dick Rivers et Les Chats sauvages
- Johnny Hallyday (1962, Sings America's Rockin' Hits)
- The Beatles (Live! at the Star-Club in Hamburg, Germany; 1962)
- Jerry Lee Lewis (1971 et 1979)
- Billy Lee Riley
- Johnny Carroll
- Carl Perkins (1978)
- Elvis Presley
- Jack Scott
- Link Wray
- Chuck Berry
- Johnny Carroll (1974)
- John Lennon (1975)
- Eddy Mitchell (1975, Rocking in Olympia 1975)
- Cliff Richard (1983)
- Paul McCartney (1991)
- Queen
- The Stray Cats (1993)
- Demented Are Go
- Warren Phillips And The Rockets (futurs Foghat)
- Brian Setzer (2011)

### Adaptations
- Be Bop a Lula (en français, adaptation Eddy Mitchell), Les Chaussettes noires (1961, 100 % rock) « Be bop a Lula, où donc es-tu partie ?, Be bop a Lula, sans toi je m'ennuie, On s'est aimé une nuit, te souviens-tu nos mille folies ?, Mais ce bonheur, c'était trop beau, il a fini dans un sanglot, Be bop a Lula, she's my baby, be bop a Lula, où donc es-tu partie, Reviens-moi, je t'en supplie, car je t'espère le jour et la nuit, Je suis plus tendre qu'un agneau car j'ai compris et je t'aime trop, Be bop a lula, tu me reviens chérie, be bop a lula, et tu me souris... »[20].

- Eddy Mitchell (1963, super 45 tours (Eddy Mitchell, désormais en solo, réenregistre l'adaptation de 1961, sur une nouvelle orchestration et un rythme plus blues ; il faudra attendre 1975 pour qu'il enregistre le titre en V.O. dans une version live)

## Souvenirs
Cette chanson est au cœur des souvenirs des Beatles. Le premier disque acheté par Paul McCartney est Be-Bop-A-Lula. De plus, lorsqu'il rencontre pour la première fois John Lennon, celui-ci est en train de chanter Be-Bop-A-Lula avec les Quarrymen. John cite le morceau parmi ses sept rocks préférés.
Les deux premières mesures de Be-Bop-A-Lula sont gravées sur la tombe de Gene Vincent.